# Australoconops aglaos
Australoconops aglaos är en tvåvingeart som beskrevs av Schneider 2010. Australoconops aglaos ingår i släktet Australoconops och familjen stekelflugor. Inga underarter finns listade i Catalogue of Life.